# Жечо Чанков
Жечо Илиев Чанков е български географ, сред пионерите в тази област.

## Живот
Роден е на 3 юни 1878 г. в град Шумен. Остава сирак на 13 години. Въпреки затрудненията успешно завършва Педагогическото училище и едва 16-годишен започва работа като учител в родния си град. В 1900 г. постъпва във Висшето училище (днес Софийски университет „Св. Климент Охридски“), за да следва специалностите педагогика и география. Там под влиянието на професор Анастас Иширков и на своя състудент Жеко Радев изцяло се насочва към географията.
През 1904 г. завършва висшето си образование с отличие и отново става учител, този път във Варна. През 1908 г. заминава на специализация в Германия, но след 1 година се завръща поради липса на средства.
Следват дълги години работа като гимназиален учител в Шумен и София, а от 1921 до 1926 г. – и като преподавател в новосъздадения Учителски институт. През този период Чанков е активен деец на учителското профсъюзно движение. По негово предложение е основан фонд за подпомагане на сираците на убитите във войните учители. Той е и измежду основателите на Българското географско дружество (БГД), като в различни периоди е негов библиотекар, член на ръководството и подпредседател. Заради големия му принос към развитието на БГД през 1948 г. е избран за негов почетен член.
От 1926 до 1935 г. Чанков е директор на Втора софийска мъжка гимназия и председател на съвета на софийските гимназиални директори. Последната година от държавната си служба завършва като началник на отделение „Основно образование“ в Министерството на народното просвещение и през 1936 г. излиза в пенсия.

## Работа
Успешно съчетава своята преподавателска и организационна работа с научните си интереси и изследвания, насочени главно към демографските процеси в България. В неговата монография „Населението на България“, издадена в 1935 г., за първи път се обобщават всички резултати от редовните преброявания на българското население от 1880 до 1926 г. Той участва в създаването на поредица от училищни учебници, географски речници и на първата в страната „Малка географска библиотека“. Забележителна е съдбата на Географски речник на България, съставен от Чанков – той е преиздаван от 1918 до 1958 г.
Жечо Чанков умира в София на 21 декември 1964 г., на 86 години. Той завещава богатата си лична библиотека (около 1000 тома) на читалище „Добри Войников“ в родния си град.

## Избрани трудове
- Географски речник на България, Македония, Добруджа и Поморавия. С., 1918.
- Кратък географски речник на България. С., 1922.
- Кратък географски речник на Америка. С., 1923.
- Географо-статистически сборник за всички страни в света. (съавт.) Научна библиотека към изд. Хемус, кн. 10, 1925.
- Грамотност на населението в България. Сп. „Училищен преглед“, кн. 1 – 2, 1926.
- Кратък географски речник на Австралия и Океания. С., 1934.
- Населението на България. С., 1935.
- Гагаузите в България. Известия на БГД, т. IV, 1936.
- Географски речник на България. С., 1939.
- География за II прогимназиален клас. (в съавт. с Иван Попвасилев) С., 1938 – 1940
- География за I прогимназиален клас. (в съавт. с П. Минев). С., 1940.
- География за IV прогимназиален клас. (в съавт. с проф. Ж. Радев). С., 1940.
- Географски речник на България. С., 1958.
- Населението на гр. Шумен. – Сборник в чест на А. Иширков, С., 1933.